# Islamische Philosophie

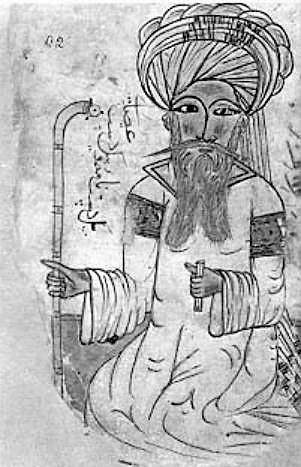
Avicenna (980–1037) nach einer Handschrift von 1271

Die islamische Philosophie (arabisch الفلسفة الإسلامية al falsafa-l-islamiya) umfasst begrifflich die in der islamischen Welt entwickelten Philosophien. Die Berechtigung des Terminus ist umstritten. Geht es wie hier um die Philosophie in der islamischen Welt, erfasst er unter anderem auch jüdische Philosophen und andere nichtmuslimische, meist in der Wissenschaftssprache Arabisch publizierte Gelehrte, und man spricht deshalb auch von arabischer Philosophie, arabisch-islamischer Philosophie oder von Philosophen der arabisch-islamischen Kultur. Die wissenschaftliche Beschäftigung mit der Thematik fällt in die Gegenstandsbereiche von Philosophie, Islamwissenschaft und anderen orientalistischen Kulturwissenschaften.

## Gegenstandsbereich
Der Gegenstandsbereich dessen, was „islamische Philosophie“ umschreibt, kann unterschiedlich eingegrenzt und interpretiert werden. Oliver Leaman vertritt, dass es dabei um Philosophie geht, die im Kontext der islamischen Kultur entstanden ist. Diese Beschreibung geht weder davon aus, dass islamische Philosophie notwendigerweise mit religiösen Fragen zu tun hat, noch, dass sie von Muslimen getragen sein muss.
Aus europäischer Perspektive handelt es sich bei der islamischen Philosophie aufgrund ihrer griechischen Prägung nicht um eine interkulturelle Philosophie wie bei der chinesischen oder afrikanischen Philosophie. Auch religiöse Überlieferungen, Glaubensannahmen, die islamische Rechtswissenschaft und Lebensformen des Islam und die Frage, wie diese mit philosophischen Konzepten vereinbar sind, prägen viele Debatten islamischer Philosophie.
„Philosophie“ bezeichnet im Arabischen eine eigenständige Disziplin neben zum Beispiel der Grammatik, Prophetenbiographie (Sira), Rechtswissenschaft (Fiqh) oder Theologie. Gleichwohl finden sich philosophisch relevante Konzepte und Diskussionen teilweise auch in anderen Disziplinen, so etwa der Idschtihād. Insbesondere diskutiert die systematische, „dialektische“ Theologie (Kalām, wörtlich ‚Rede‘), deren Fachwissenschaftler „Mutakallimūn“, je nach schulspezifischer und individueller Ausprägung der Vertreter auch zahlreiche klassische philosophische Themen. Der Begriff der Mutakallimūn wurde ursprünglich für die Muʿtaziliten gebraucht, dann auch für andere theologische Schulen. Die methodischen Fortschritte hatten Parallelen oder Effekte auch in anderen Disziplinen wie der Medizin oder Soziologie.
Eines der Probleme dabei ist, wie bestimmte Aussagen in Koran und Prophetenüberlieferungen (Hadith), wie etwa, dass Gott eine Hand besitze, zu interpretieren seien: sind die Texte wörtlich zu nehmen oder sind sie im Lichte bestimmter Konzepte, etwa desjenigen der Unkörperlichkeit und Einfachheit Gottes, zu interpretieren? Wie sind dann gegebenenfalls diese Konzepte näher zu verstehen? Ein anderer Problemkreis ist der der Willensfreiheit. Diese bejaht zum Beispiel die Glaubensschule der Qadarīya (qadara ‚Macht haben‘). Sie wird verneint von den Dschabriten (ğabr ‚Kraft‘ oder ‚Zwang‘), die einen Fatalismus verteidigen.

## 8. und 9. Jahrhundert – die Übersetzungsbewegung
Im Rahmen eines breiteren Prozesses der Aneignung antiken Wissens, wurde auch die griechische Philosophie – vor allem aristotelische und neuplatonische Werke – durch die Araber aufgegriffen. So wurden fast alle weltlichen Werke der griechischen Antike, die im Nahen Osten und im Osten des Byzantinischen Reiches zugänglich waren, ins Arabische übersetzt. Dabei wirkten auch viele Nichtmuslime, vor allem syrische Christen – das Syrische diente als Transfersprache –, aber auch Byzantiner und Perser mit. Dieser Prozess setzte, in seiner bewussten und zielgerichteten Form, in der Mitte des achten Jahrhunderts ein. Zuvor war – trotz der islamischen Expansion – der Bedarf an Übersetzungen ins Arabische gering gewesen, da Griechisch im östlichen Mittelmeerraum noch die dominante Sprache gewesen war. Der eigentliche Beginn der Übersetzungsbewegung wird allerdings erst nach dem Regierungsantritt des Kalifen al-Ma'mūn 813 angesetzt, da ab diesem Zeitpunkt die Zahl der Übersetzungen deutlich zunahm. Die massenhafte Übersetzung von im engeren Sinne philosophischen Schriften begann erst mit dem Kreis um al-Kindī und die sogenannten Bagdader Aristoteliker, zuvor waren bereits viele mathematische und medizinische Schriften übersetzt worden. Al-Ma'mūn gründete im Jahr 825 n. Chr. in Bagdad ein Kulturinstitut, das Haus der Weisheit, an dem auch wichtige Übersetzungen angefertigt wurden und die griechische Philosophie studiert und kommentiert wurde.
Eines der kulturellen Zentren war Basra, wo es im zweiten Jahrhundert der Hidschra zu einer Spaltung der theologischen Schulen kam. Wāsil ibn ʿAtā' wurde wegen dogmatischen Neuerungen ausgeschlossen. Er gründete eine eigene Schule, die der Muʿtazila. Zu ihren zentralen Lehrsätzen zählten:
1. Gott ist eine absolute Einheit, ihm kommen keine Wesensattribute zu. Texte, die derartiges suggerieren, sind anders zu interpretieren.
2. Der Mensch ist frei. Wegen dieser beiden Prinzipien bezeichneten die Muʿtaziliten sich selbst als „Verteidiger der Gerechtigkeit und Einheit“.
3. Alles für die Erlösung des Menschen notwendige Wissen geht aus seiner Vernunft hervor; sowohl vor als auch nach der islamischen Offenbarung konnten die Menschen allein durch das Licht der Vernunft Wissen erwerben. Dies macht Wissen verbindlich für alle Menschen, überall und zu jeder Zeit.

## 9.–11. Jahrhundert

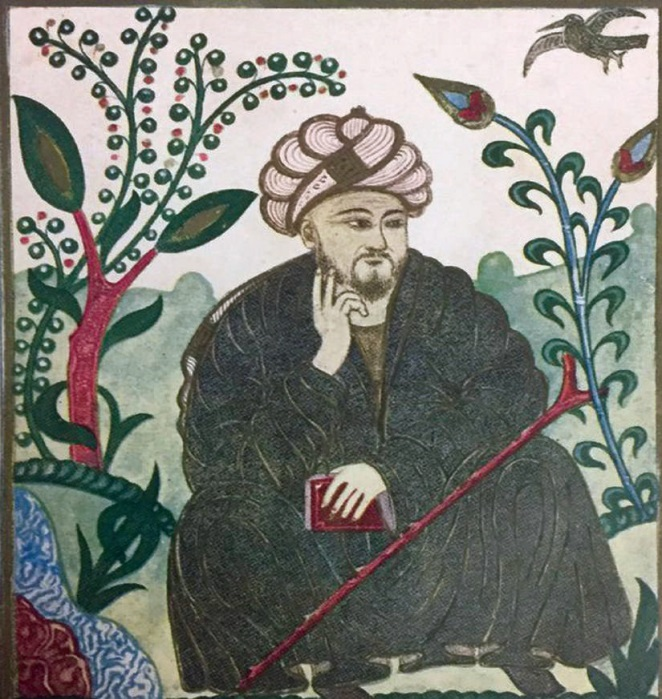
Al-Fārābī

Zu den wichtigsten islamischen Philosophen in der Zeit nach al-Kindī bis ins 11. Jahrhundert zählen al-Fārābī und die Perser Avicenna und al-Ghazālī. Bis auf letzteren vertraten sie alle einen neuplatonisch gefärbten Aristotelismus, aber mit unterschiedlichen Akzentsetzungen. Ähnlich wie auch für jüdische und christliche Denker waren diese Traditionen nicht in jeder Hinsicht mit der eigenen Glaubenstradition einfach zu kombinieren. Beispielsweise nahm Aristoteles die Ewigkeit der Materie (siehe Ewigkeit der Welt) und nicht etwa eine göttliche Schöpfung aus dem Nichts an. Ihm zufolge denkt Gott einzig sich selbst. Allenfalls kommt noch Wissen von allgemeinen Begriffen in Betracht, aber keines von Individuen. Wie ist dann Gottes Vorsehung denkbar? Wie ist nach der (gegebenenfalls durch neuplatonische Elemente modifizierten) aristotelischen Erkenntnistheorie Prophetie denkbar? Wie passt der in religiösen Traditionen beschriebene Heilsweg zu der Bestimmung des Menschen, die nach Aristoteles in der theoretisch-betrachtenden Lebensform liegt, und zu dem für dieses Menschenbild wesentlichen Konzept des Intellekts? Wie passt der Glaube an ein individuelles Weiterleben nach dem irdischen Tod (siehe Unsterblichkeit) zu philosophischen Konzepten der Seele? Diese wird gemäß schwerverständlichen Bemerkungen bei Aristoteles und seinen Kommentatoren als etwas vorgestellt, das durch Bildung und Vortrefflichkeit dazu befähigt wird, sich mit dem aktiven Intellekt zu vereinigen, welcher entweder als von Gott ausgehend oder aber als mit diesem identisch begriffen wird. Weitere Probleme ergeben sich in der allgemeinen Metaphysik. Einige theologische Schulen, insbesondere die Aschʿarīya, entwickelten eine Theorie, der zufolge keine stabilen Substanzen existieren, sondern nur Atome von Objekten und Zeitmomenten, die jeweils unmittelbar durch Gott erschaffen werden, aber nicht aus eigenem Vermögen in der Zeit fortdauern. Dies kann gewissermaßen als Gegenextrem zur Ewigkeit der Welt verstanden werden. Der Gottesbeweis wird dann oft unter Verwendung des Beweisgangs für die Erschaffenheit der Welt entwickelt.
Auch jüdische Autoren übernehmen in dieser Zeit Methodik und Konzepte des arabischen Kalam. Einer der ersten ist Saadia Gaon (892–942), dessen Werk Emunot ve-Deot (Das Buch der Glaubenssätze und Meinungen) unter anderem die Probleme der Erschaffung der Materie, der Einheit Gottes, seiner Attribute, der Seele diskutiert. Seine Auffassung von der Schöpfung ist die, dass Gott die Welt aus nichts (creatio ex nihilo) erschaffen habe, wie die Bibel im Alten Testament (1. Buch Mose) berichtet, und dass die Materie vergänglich sei. Er kritisiert auch die Atomtheorie der Mutakallimūn, da sie der Vernunft und der Religion zuwiderlaufe. Um allerdings die Einheitlichkeit beziehungsweise Einheit Gottes zu beweisen, greift er auf Argumente der Mutakallimūn zurück. Nur die Attribute des Wesens (sifat adh-dhatia) seien Gott zuzuschreiben, nicht aber die Attribute des Handelns (sifat-al-fiʿaliya). Die Seele sei eine noch feinere Substanz als die der himmlischen Sphären. Hierin widerspricht Saadia den Mutakallimūn, welche die Seele als ein Akzidenz (arad) betrachten. Seine Argumentation verwendet die folgenden Prämissen des arabischen Kalam: „Nur eine Substanz kann das Substrat eines Akzidenz sein“ (d. h. einer nicht-wesentlichen Eigenschaft eines Dinges). Saadia argumentiert: „Wenn die Seele nur ein Akzidenz wäre, könnte sie nicht selbst solche Akzidenzen haben wie Weisheit, Freude, Liebe etc.“
Al-Ghazālī (1058–1111) referiert in seinem Buch Tahāfut al falāsifah („Die Inkohärenz der Philosophen“) zunächst zahlreiche Lehren moslemischer Philosophen, insbesondere Avicennas, die er anschließend zu widerlegen versucht.

## 12. Jahrhundert

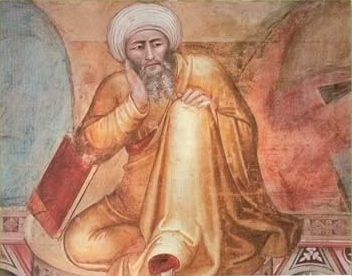
Averroes (Ausschnitt eines Gemäldes von Andrea Bonaiuto; 14. Jh.)

Die jüdische Philosophie des Mittelalters entnimmt Autoren wie al-Fārābī oder Avicenna zahlreiche Einflüsse. Das Verhältnis von religiöser und philosophischer Tradition wird dabei unterschiedlich gewichtet. Jehuda ha-Levi, der auch als Dichter wirkte, etwa ist, ähnlich wie al-Ghazālī, zwar philosophisch geschult und steht dabei insbesondere neuplatonischen Ideen nahe, lehnt aber zu starken Einfluss philosophischer Kriterien und insbesondere einiger in peripatetischen Traditionen üblicher Lehren ab. Sein Werk Kuzari enthält auch eine Kritik am Versuch, Glaubenslehren durch philosophische Apologetik zu stützen. Er schrieb: „Wer von religiösen Wahrheiten überzeugt ist, ohne sie zu untersuchen oder darüber nachzudenken, der hat in meinen Augen die höchste Stufe der Vollendung erreicht.“ Er reduzierte die Sätze der Mutakallimūn zum Beweis für die Einheitlichkeit Gottes auf zehn, beschrieb sie ausführlich, um dann mit den Worten zu schließen: „Gibt der Kalam uns mehr Informationen über Gott und seine Attribute, als uns der Prophet gegeben hat?“

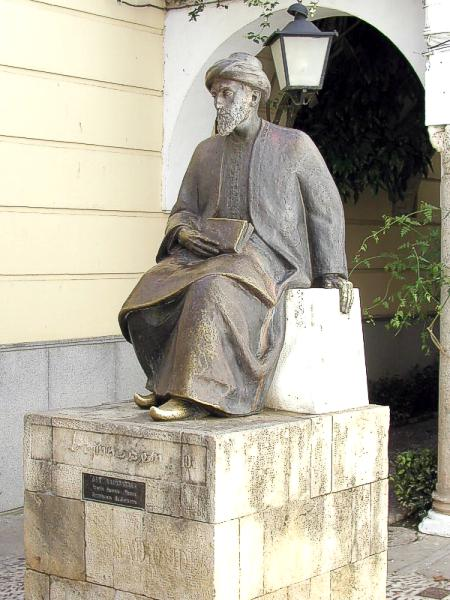
Maimonides-Statue in Córdoba (Spanien)

Anders als Jehuda ha-Levi plädiert Maimonides entschieden dafür, dass jüdische Intellektuelle gute Kenntnis der Philosophie, insbesondere Farabis, benötigen, allein schon, um nicht zahlreiche Glaubensirrtümer zu riskieren. Auch seine halachischen Schriften enthalten metaphysische und erkenntnistheoretische Kapitel, deren Inhalt für gebildete Juden notwendiges auch religiöses Wissen darstelle. Maimonides wirkte fast genau zeitgleich zu Averroes, verfasste sein philosophisches Hauptwerk aber vermutlich noch ohne (nachweisbare) Kenntnis von Schriften seines Zeitgenossen.
Averroes ist neben Ibn al-ʿArabī der wirkungsgeschichtlich wohl wichtigste arabische Philosoph des 12. Jahrhunderts. Auf die Kritik von al-Ghazālī reagierte er mit einer Gegenkritik. Seine philosophische Position beansprucht besondere Nähe zu jener, welche er als die genuin aristotelische Lehre versteht. Ein Großteil seines Werkes besteht in Kommentaren zu zahlreichen Werken des Aristoteles, deren wirkungsgeschichtlicher Rang darin deutlich wird, dass im lateinischen Hochmittelalter Averroes oft schlicht als „der Kommentator“ bezeichnet wird, ebenso wie es zur selben Zeit keiner Erklärung bedarf, dass mit „dem Philosophen“ Aristoteles gemeint ist. In einer gesonderten Schrift, der Entscheidenden Abhandlung von 1179 (Fasl al-Maqāl),) legt er eine Verhältnisbestimmung von Philosophie und Theologie vor und versucht den Einfluss der Theologie unter Berufung auf den Koran zu begrenzen. Demnach bestehe für die „mit Hellsicht Begabten“ eine in der heiligen Schrift des Islam selbst verankerte religiöse Pflicht zur philosophischen Bildung, während solchen, die weniger begabt sind und nicht über das erforderliche Vorwissen verfügen, philosophische Lehren vorzuenthalten seien. Gilt Averroes nicht zuletzt wegen dieses Werks manchen als Vertreter einer frühen „islamischen Aufklärung“, so liegt in eben dieser Exklusivität, die sich durch die bereits bestehenden Naturanlagen und Gesellschaftsverhältnisse legitimiert anstatt umgekehrt diese nach dem Maßstab des Vernünftigen zu beurteilen, ein ebenso entscheidender wie offensichtlicher Unterschied zur europäischen Aufklärung, welcher selbstverständlich unter anderem auf der Unterschiedlichkeit der historischen Situationen beruht, der die beiden Phänomene entsprangen. Zu deren unbestreitbaren Ähnlichkeiten hingegen gehört etwa die von Averroes vertretene Auffassung, dass der Koran selbst sich an alle Moslems richtet, keineswegs ausschließlich an die gebildeten. Seinem universellen Geltungsanspruch gemäß geschehe das jedoch auf unterschiedlichen Ebenen, die den Bildungsunterschieden der Gläubigen entsprechen. Der philosophischen Betrachtung falle dabei die Aufgabe zu, durch die Erschließung des verborgenen Sinnes der Schrift die in deren offenkundigem Sinn enthaltenen Widersprüche aufzulösen und mithin den Glauben an die religiösen Dogmen zu erneuern. Unter diesem letzteren Aspekt stellt sich Averroes’ Ansatz als Vorwegnahme weniger der europäischen Aufklärung denn der im auf ihn folgenden Jahrhundert von Thomas von Aquin entwickelten Doktrin Philosophia ancilla theologiæ (Die Philosophie ist die Magd der Theologie) dar. Das Verhältnis zwischen Theologie und Philosophie wird dann wiederum in Kants Streit der Fakultäten zum Gegenstand, in dem sich der Unterschied sowohl zu Thomas von Aquin als auch zu Averroes deutlich zeigt.
Wie in peripatetischer Tradition weithin üblich, vertrat auch Averroes, dass die Sphären Geistnatur besitzen, sowie, dass es eine universelle Emanation gebe, durch welche Aktivität und Veränderung, sowie die Formen der Dinge und der Denkinhalte, übertragen werden. Averroes zufolge ist die Existenz der Welt nicht nur eine Möglichkeit, wie Avicenna meinte (als eine Konzession an die Orthodoxen), sondern auch eine Notwendigkeit. So schrieb er: „Nicht nur ist die Materie ewig, sondern die Form ist potentiell in der Materie inhärent; andernfalls wäre es eine Schöpfung ex nihilo.“
Zahlreiche Texte der arabischen Philosophie wurden unter anderem von Mitgliedern der Familie der Tibboniden, Narboni und Gersonides ins Hebräische übersetzt und kommentiert, insbesondere auch Werke des Averroes. Wichtig ist vor allem die Übersetzerschule von Toledo, wo auch zahlreiche Übertragungen ins Lateinische erarbeitet wurden.

## Spätere islamische Philosophie
Die islamische Philosophie nach Averroes wurde im lateinischen Mittelalter nicht mehr in gleichem Maße rezipiert, insbesondere kaum noch als eine Tradition, deren Leistung beachtenswert ist.
Weitere wichtige islamische Philosophen sind beispielsweise Muhyī d-Dīn Ibn ʿArabī, die Suhrawardi- und Mulla-Sadra-Schule. Teilweise haben diese Schulen bis heute aktive Anhänger in der islamischen Welt. Einige weitere wichtige Namen sind nachstehend aufgeführt und danach sortiert, ob sie stärker schiitische oder sunnitische Glaubenslehren rezipierten.

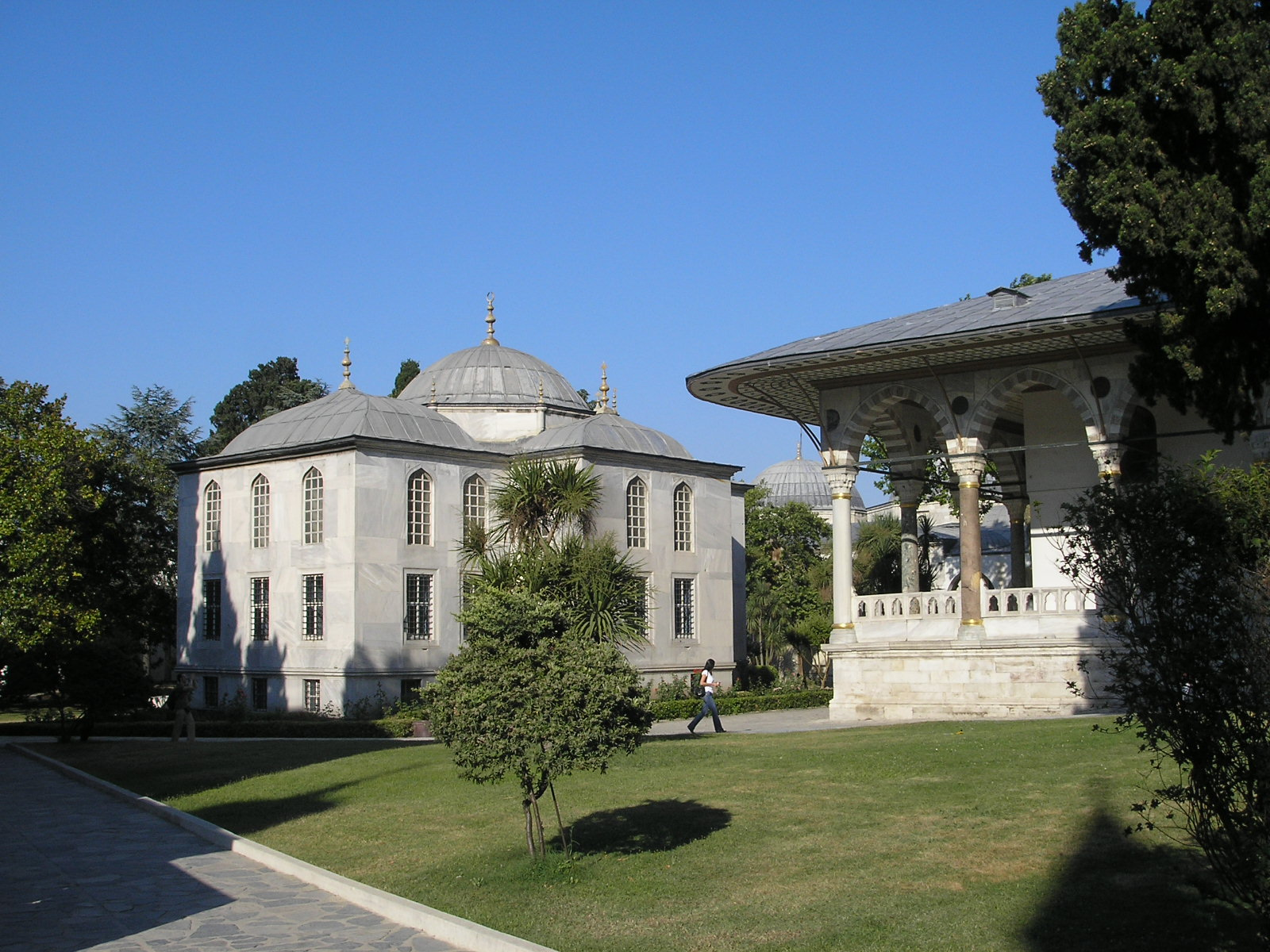
Enderûn-Bibliothek im Topkapı-Palast

### Sunnitische Rezipienten

#### Philosophen
1. Al-Kindi الكندي, geboren um 800
2. Abhari بحرى
3. Ibn Sab’in ابن سبعين, geboren 1217
4. Kateb-e-Qazwini كاتب قزوينى
5. Raschid-ad-din Fazlollah رشيدالدين فضل الله, DMG Rašid-ud-din Fazlollāh[13]
6. Qutb-ad-din Razi قطب الدين رازى
7. Ibn Taimiya und seine Schüler ابن تيميه, geboren 1263

#### Theosophen
1. Fachr ad-Dīn ar-Rāzī فخرالدين رازى, geboren 1149
2. Idschi ايجى
3. Taftazani تفتازانى, geboren 1322
4. Dschordschani جرجانى, geboren im 14. Jahrhundert

#### Philosophiehistoriker
1. Zakariya Qazwini زكرياى قزوينى, geboren um 1203

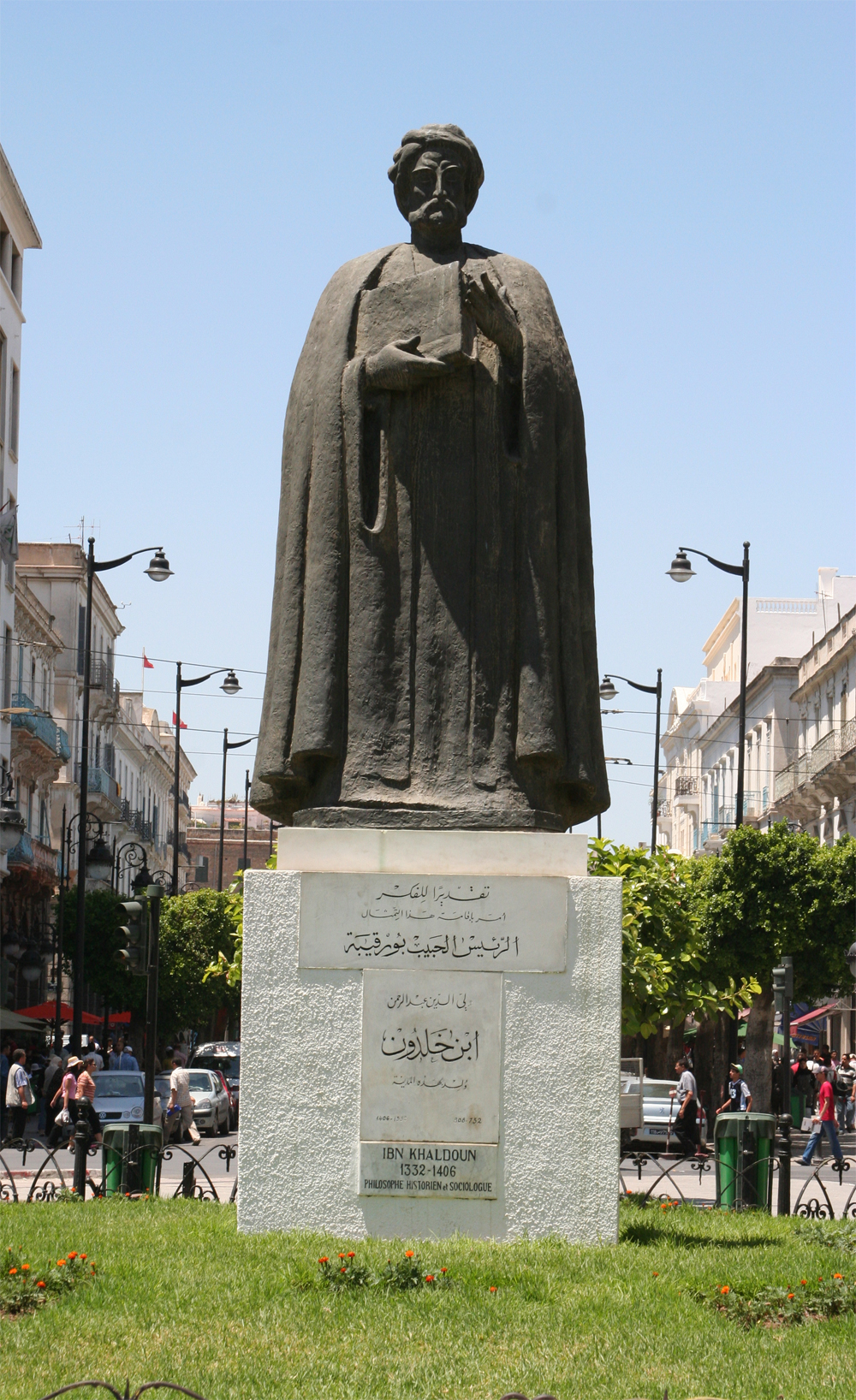
Statue Ibn Chaldūns, Tunis

2. Schams ad-Din Muhammad Amuli شمس الدين محمد آملى
3. Ibn Chaldūn ابن خلدون, geboren 1332

#### Gnostiker und Sufis
1. Rūzbehān Baqlī Shirāzī روزبهان بلقى شيرازى
2. Attar Neyshaburi عطار نيشابورى
3. Umar Suhrawardi عمر سهروردى
4. Ibn Arabi und seine Schule ابن عربى
5. Nadschmeddin Kubra نجم الدين كبرى
6. Simnani سمنانى
7. Ali Hamedani على همدانى
8. Moulana Dschalal ad-Din ar-Rumi مولانا
9. Mahmud Schabestari und Schams ad-Din Lahidschi محمود شبسترى و شمس الدين لاهيجى
10. Abd al-Karim Dschili عبدالكريم جيلى
11. Ne’matollah Vali Kermani نعمت الله ولى كرمانى
12. Die Bektaschi بكتاشى
13. Dschami جامى
14. Hossein Kaschefi حسين كاشفى
15. Abd al-Qani Nablosi عبدالغنى نابلسى
16. Nur Ali Schah نورعلى شاه
17. Zahabiyye ذهبيه

### Schiitische Rezipienten
1. Nasir Ad-din at-Tusi خواجه نصيرالدين توسي
2. Die Ismailiten اسماعيليان
3. Schahab ad-Din Suhrawardi und die Illuministen شهاب الدين سهروردى و مكتب اشراق
4. Dschaldaki جلدكى
5. Die Horufi حروفى
6. Sadr ad-Din Daschtaki und die Schiras-Schule صدرالدين دشتكى و مكتب شيراز
7. Mir Damad und die Schule von Isfahan ميرداماد و مكتب اصفهان
8. Mir Fendereski und seine Schüler ميرفندرسكى
9. Sadr ad-Din Schirazi, genannt Mulla Sadra, und die transzendente Theosophie ملاصدرا و حكمت متعاليه
10. Radschab Ali Tabrizi und seine Schüler رجب على تبريزى
11. Qazi Sa’id Qumi قاضى سعيد قمى
12. Die Schulen von Teheran und Qom مكتب تهران و قم
13. Die Schule von Chorasan مكتب خراسان
14. Mulla Hadi Sabzevari und die Schule von Nischapur ملاهادى سبزوارى و مكتب نيشابور

## Moderne islamische Philosophie
Die Tradition der islamischen Philosophie ist bis heute sehr lebendig. Sie ist keinesfalls nach Mulla Sadra und des Suhrawardi abrupt abgebrochen. Mulla Sadras Lehre wird Hikmat-e-Mota’aliye oder „transzendente Theosophie“ genannt, Suhrawardis Lehre Hikmat al-Ishraq oder „Illuminationsphilosophie“. Ein weiterer unvermeidlicher Name der modernen islamischen Philosophie ist Muhammad Iqbal, der das Konzept der islamischen Philosophie unter den Moslems des indischen Subkontinents wiederbelebte und neugestaltete. Neben seinen poetischen Werken in Urdu und Persisch wird sein Buch Die Rekonstruktion des religiösen Denkens im Islam als Meilenstein der modernen politischen Philosophie des Islam betrachtet.
In zeitgenössischen, islamischen Ländern lebt die Lehre des hikmat oder hikmah weiterhin fort und gedeiht.
Unter den traditionellen Meistern der islamischen Philosophie, die vor allem in den letzten beiden Jahrzehnten aktiv waren, sind vor allem zu nennen: علامه طباطبائى oder Allameh Tabatabai, der Autor zahlloser Bücher einschließlich des 27-bändigen Korankommentars al-Mizan (الميزان); Sayyid Abul-Hasan Rafi’i Qazwini (سيد ابوالحسن رفيعى قزوينى), der große Meister der Mulla-Sadra-Schule, der zwar nur wenige Abhandlungen geschrieben hat, aber dafür herausragende Studenten unterrichtete wie Sayyid Dschalal-al-Din Aschtiyani (جلال الدين آشتيانى), der sowohl bei ihm wie bei Allameh Tabatabaei studierte, und Allamah Muhammad Salih Ha’iri Simnanin, den loyalen Verfechter der peripatetischen Philosophie und Gegner der Mulla-Sadra-Schule.
Als jüngere traditionelle Gelehrte, die in jüngster Zeit in der islamischen Philosophie aktiv waren, sind erwähnenswert: Mirza Mahdi Ha‘iri, der einzige der traditionellen Klasse der hakims mit gründlichen Kenntnissen des Westens und Autor von Ilm-I Kulli und Kavoshha-ye Aqli-Nazari; Murtaza Motahhari, der beste Schüler von Allamah Tabatabai und Märtyrer der islamischen Revolution im Iran; und Seyyed Hossein Nasr.
Außerdem zu nennen sind hier:
1. Hadschi Agus Salim
2. Al-Ibrahimi Mohammed Al-Bachir
3. Abdelwahab Bouhdiba
4. Tariq Ramadan
5. Nasr Hamid Abu Zaid
6. Ahmad Milad Karimi

## Philosophische Vernunft und (islamische) Religion
Ebenso wie in anderen religiösen Traditionen, stellt sich auch für die durch den Islam geprägten Philosophen die zentrale Frage, wie sich religiöse Überlieferungen und Glaubensinhalte vereinbaren lassen mit und beziehen lassen auf Lehren und Konzepte philosophischer Traditionen. Zwischen den Extrempositionen, Philosophierezeption rundheraus abzulehnen, sie allenfalls als Verteidigungsmittel, aber nicht für die inhaltliche Reflexion zu gebrauchen einerseits oder andererseits, jede Offenbarungsreligion oder den Islam aus philosophischen Gründen für falsch zu halten, gibt es unterschiedliche Akzentuierungen bei Versuchen, eine Synthese oder eine einseitige oder beiderseitige Transformation von Philosophie und Religion zu erarbeiten. Positionen, welche religiöse Wahrheiten nur dann akzeptieren, wenn es dafür hinreichende philosophische Gründe gibt, oder zumindest Positionen, welche im Zweifelsfall der Philosophie das Letzturteil zumessen, nennt man oft „Rationalismus“. Zu den Einzelfragen der Religionsphilosophie im Kontext des Islam zählen weitgehend Fragen, wie sie auch in den beiden anderen großen Offenbarungsreligionen, Judentum und Christentum, diskutiert werden, und wie sie zu größeren Teilen auch in der scholastischen Theologie (Kalām) diskutiert wurden, darunter die Folgenden:
- Was ist die Natur Gottes? Kann man zum Beispiel Wesensattribute Gottes wissen und aussagen? Wie verhält sich Gottes Wesen und Sein zu unserem Wesen und Sein? Können wir wissen, ob Gott existiert? Mittels welcher Methoden? Vergleiche Natürliche Theologie.
- Was ist die Natur der Offenbarung (und Prophetie)? Meint Offenbarung zum Beispiel das Wissen um bestimmte auch philosophisch diskutierbare Sätze? Ist es möglich, dass Gott sich offenbart? Können wir wissen, ob göttliche Offenbarung auch tatsächlich geschieht bzw. geschehen ist? Welchen Status hat der Koran – ist er zum Beispiel geschaffen oder ungeschaffen?
- Wenn philosophisch – oder naturwissenschaftlich – begründbare Thesen sich nicht offensichtlich vereinbaren lassen mit Thesen, die sich in autoritativen religiösen Texten finden, wie ist dann vorzugehen? Welche unserer religiösen Traditionen müssen wörtlich interpretiert werden, welche allegorisch? Können einige auch falsch sein?
- Was ist die Natur religiösen Glaubens? Geht es dabei zum Beispiel um das Fürwahrhalten bestimmter auch philosophisch beurteilbarer Sätze? Welche Glaubensinhalte sind gegebenenfalls notwendig zu glauben, um als Anhänger einer bestimmten Religion zu gelten? Siehe auch Religionsphilosophie.